# Bousselam
Bousselam (în arabă بوسلام) este o comună din provincia Sétif, Algeria.
Populația comunei este de 16.095 de locuitori (2008).